# Gołuszowice

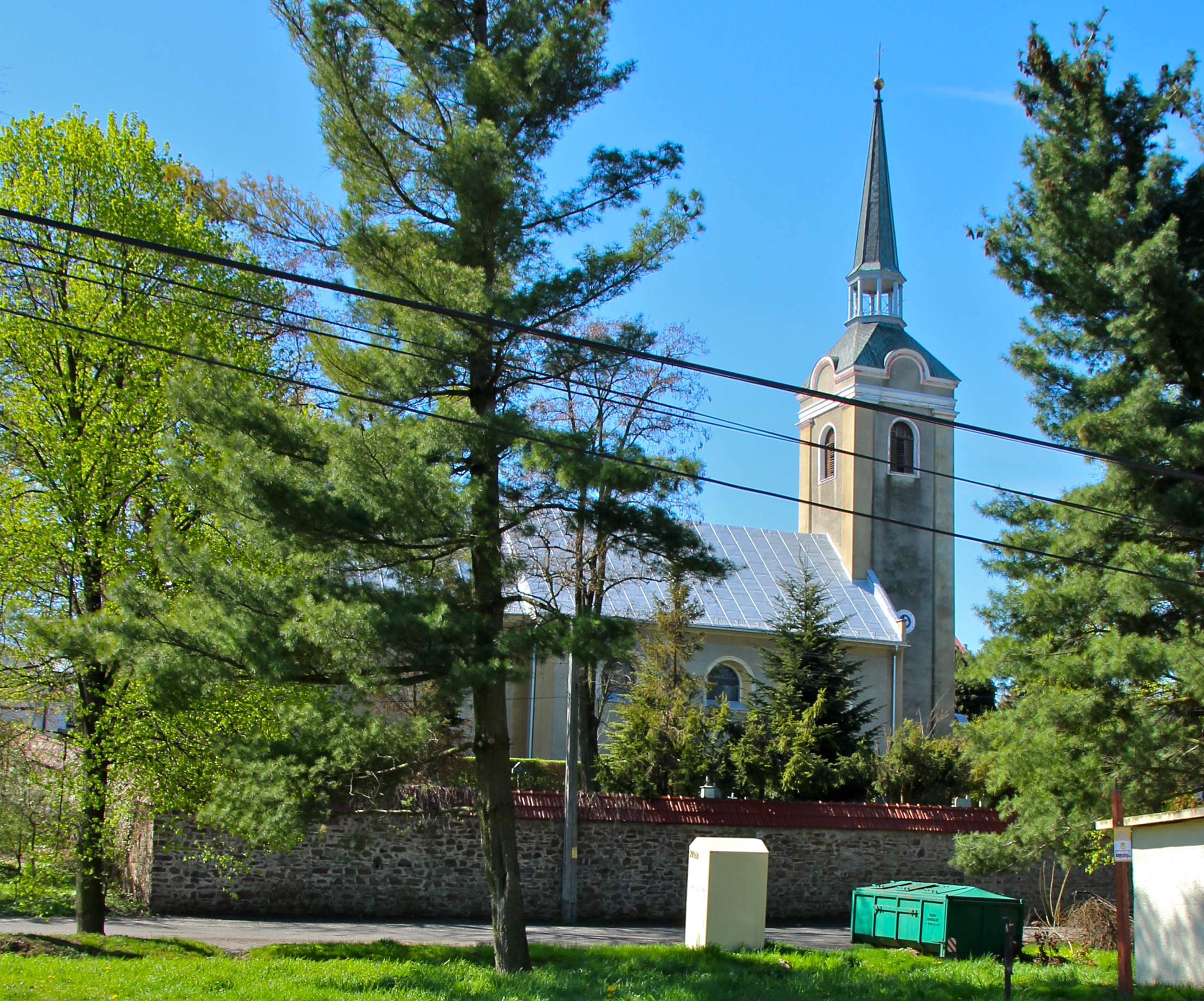
Kostel sv. Martina z Tours v Gołuszowicích

Gołuszowice (česky Křížovice, nebo Holasovičky, německy Kreuzendorf) je ves v jižním Polsku, v Opolském vojvodství, v okrese Hlubčice, v gmině Hlubčice. Ve vsi se nachází základní škola Henryka Sienkiewicze. Každý rok se zde konají dožínky a festival organizovaný základní školou.

## Geografie
Ves leží v Opavské pahorkatině u úpatí Zlatohorské vrchoviny. Vsí protéká řeka Pština (Cina).

## Název
Ves se původně nazývala Croissdorf. Nějakou dobu po druhé světové válce se polsky nazývala Krzyżanowice. V češtině se používá i název Holušovice.

## Památky

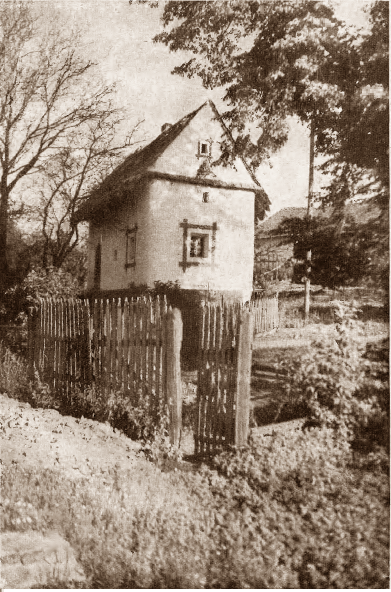
Rodný dům Johanna Reinelta

- farní kostel sv. Martina z Tours z 16. století
- domy č. 29, č. 76 a č. 79 z poloviny 19. století[3]

## Rodáci
- Johannes Reinelt (1858-1906) – slezský básník známý pod pseudonymem Philo vom Walde.